# Ben Sira
Yéshoua Ben Sira est un érudit juif qui écrivit au IIe siècle av. J.-C., vers -180, un des livres poétiques et sapientiaux de l'Ancien Testament, le Siracide, appelé aussi Ecclésiastique.
Son prénom est Yeshoua ; son patronyme hébreu Sira a pris en grec la forme Sirakh ou Sirach. Ben se traduit par « fils de ».
On lui attribue également un recueil de sagesse appelé Alphabet de Ben Sira, daté en réalité entre les VIIIe et Xe siècles.

## Les sources anciennes du texte
Ben Sira écrivit le Siracide en hébreu, au début du IIe siècle av. J.-C. : l'hypothèse d'une composition à Alexandrie, où le sage aurait fondé une école, est aujourd'hui rejetée par la communauté scientifique. On estime que le sage aurait plutôt enseigné et écrit à Jérusalem. Quelques années plus tard, vers 132 av. J.-C., celui qui se présente comme son petit-fils, vivant en Égypte, entreprit la traduction du Siracide en grec, y ajoutant une préface.
Cette traduction grecque nous est parvenue, par de nombreux manuscrits, sous deux formes (appelées Gr. I et Gr. II) qui remontent toutes deux à deux états différents du texte hébreu (appelés Hb 1 et Hb 2). Autrement dit, la traduction grecque n'a pas été réalisée uniquement par le petit-fils de l'auteur.
Entre 1896 et 1900, Solomon Schechter découvrit dans la Genizah de la synagogue Ben Ezra du Vieux-Caire de nombreux fragments de manuscrit transférés par la suite à Cambridge. Schechter, David Samuel Margoliouth, Elkan Nathan Adler, Moses Gaster et Israël Lévi étudièrent, décrivirent et publièrent ces documents. Ceux-ci contiennent environ les deux tiers du texte du Siracide en hébreu. Parmi ces manuscrits, remontant à l'époque médiévale (IX-XIII° s.), le manuscrit B est le plus important, sur les plans de la quantité de texte conservé comme de la qualité. On ne peut démontrer avec certitude l'authenticité de ce texte hébreu, mais il reste un des témoins les plus précieux de l'original perdu.
Divers fragments, notamment du chapitre 6 mais aussi du chapitre 51, furent découverts à Qumrân dans les années 1950. En 1964, Yigaël Yadin découvrit des fragments des chapitres 39 à 44 lors des fouilles de Massada. L'ensemble des manuscrits hébreu du Siracide a été publié pour la première fois par Pancratius C. Beentjes en 1997. On peut consulter les photographies, de nouvelles retranscriptions et traductions (en anglais) par M. Abegg de ces manuscrits sur le site : https://www.bensira.org/
Une traduction latine ancienne de la version grecque Gr. II a été réalisée entre les IIe et VIe. s. et incluse tardivement dans la Vulgate de Saint Jérôme. Ce dernier, ne considérant pas le texte comme canonique, ne l'a en effet pas traduit lui-même.
Un autre témoin majeur du texte original est la version syriaque, réalisée aux débuts de l'ère chrétienne.

## Son nom
Les fragments de manuscrits hébreux récemment découverts donnent pour nom de l'auteur du Siracide : Shim`on ben Yeshua` ben Eli`ezer ben Sira (Hébreu : שמעון בן ישוע בן אליעזר בן סירא): Simon, fils de Jésus, fils d'Éléazar, fils de Sira (50, 27) ; le même passage en grec ainsi que le prologue du traducteur donnent : Jesus le fils de Sirach de Jerusalem. La copie de la traduction grecque en possession du rabin Saadia Gaon, philosophe et exégète du Xe siècle indique également Shim`on, fils de Yeshua`, fils d’El`azar ben Sira, conforme en cela au manuscrit B.
La philologie moderne retient pour nom de l'auteur : Yeshoua` ben El`eazar ben Sira et non Simon.
Le nom personnel Yeshoua` est araméen et dérive de l'Hébreu massorétique Yehoshua`. Il est traduit en Grec par Ἰησοῦς et romanisé en Jesus.
Le surnom Sira pourrait signifier « épine » (Ecclésiaste, 7,6 ; Osée, 2,6), « blanc de l'œil » (Hébreu mishnaïque) ; ou « bateau » (Hébreu, selon certaines lectures de Amos 4,2).
C'est une habitude grecque de l'époque d'ajouter un χ (chi) à la fin des noms propres. Dans les manuscrit grecs, Sira est translittéré Sirach, qui explique les noms donnés à l'auteur tels que ben Sirach, Jesus ben Sirach, etc.

## Sa vie
Tout ce que l'on sait de l'auteur provient des versions de la traduction grecque, mais aussi des indices insérés par le scribe dans son livre. Ces indications sont cependant à manier avec précaution : elles nous renseignent sur l'image que le scribe veut donner de lui-même et ne constituent pas à proprement parler une autobiographie.
Ben Sira aurait vécu à Jérusalem où il aurait fondé une école scribale.
Selon le manuscrit grec, il aurait beaucoup voyagé (34,11), affrontant de nombreux dangers (ib.,12). Dans l'hymne du chapitre 51, il mentionne les périls divers dont Dieu l'a délivré, mais il pourrait s'agir d'une imitation poétique d'un thème fréquent dans les Psaumes. Les calomnies dont il est l'objet face à un roi (peut-être un Ptolémée ou un Séleucide) ne sont mentionnées que dans la version grecque.
Finalement, la seule certitude qu'on peut tirer des sources anciennes est que Ben Sira était un érudit, un scribe versé dans la Loi (le Pentateuque) et dans ce qu'on a appelé plus tard les livres poétiques et sapientiaux, notamment le livre des Proverbes avec lequel il entretient un grand nombre d'affinités, notamment dans la présentation de la Sagesse (comparer Pr 8-9 et Sir 24 notamment).

## LeSiracideou Ecclésiastique

### Le Siracide dans le canon et dans l'usage populaire
Ce livre n'est pas inclus dans le canon juif, étant considéré comme apocryphe. Il fait partie de la Septante et considéré comme faisant partie de l'Ancien Testament par les catholiques et les orthodoxes (livres deutérocanoniques). Les protestants et la plupart des églises chrétiennes libres, toutefois, le considèrent comme apocryphe. Cependant, même dans les Églises de la Réforme, le livre a été très populaire, plusieurs fois réimprimé et largement utilisé dans l'enseignement oral aux XVIe et XVIIe siècles.
Dans les églises latines, il était connu sous le nom de Liber ecclesiasticus (« livre ecclésiastique ») car il servait de manuel pour l'instruction au baptême des catéchumènes. De nos jours, on le nomme plutôt Livre de Sira ou Siracide.

### Contenu

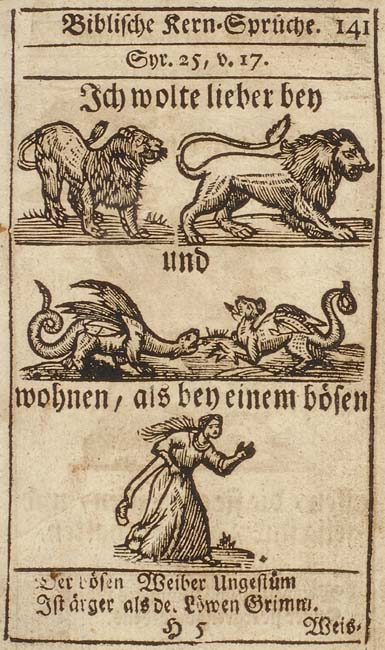
Ich wolte lieber bey Löwen und Drachen wohnen, als bey einem bösen Weib (« J'aimerais mieux habiter avec un lion ou un dragon qu'habiter avec une femme méchante. ») (Siracide 25, 16 – L'indication : "v. 17" sur la gravure est erronée). Gravure dans un ouvrage de 1751 destiné à faciliter l'apprentissage des versets bibliques.

Dans sa première partie, le livre contient une série de proverbes, organisés par thèmes, dans lesquels l'auteur – présenté comme un jeune homme – exhorte son lecteur à une vie pieuse et dans la crainte de Dieu :
1.14 Le principe de la sagesse, c'est de craindre le Seigneur ; en même temps que les fidèles, elle est créée dès le sein maternel.
La vie pieuse à laquelle le lecteur est appelé va se trouver en face des hasards de la vie et de différentes personnes :
4.1 Mon fils, ne refuse pas au pauvre sa subsistance et ne fais pas languir le miséreux.
6.5 Des paroles aimables multiplient les amis, une langues affable multiplie les paroles courtoises.
Entrecoupant les proverbes, il y a des passages expliquant la source de la sagesse et concluant sur une louange de la Sagesse (chapitre 24) :
24.1 La Sagesse fait son propre éloge, au milieu de son peuple elle montre sa fierté.
24.2 Dans l'assemblée du Très-Haut elle ouvre la bouche, devant la Puissance elle montre sa fierté.
24.3 Je suis issue de la bouche du Très-Haut et comme une vapeur j'ai couvert la terre.
Parmi ses nombreux conseils de sagesse, l'auteur recommande à son lecteur de bien choisir ses conseillers (v. 37,7 - 37,11), de faire confiance plutôt à ceux qui adhèrent à la Loi (v.37,12), à Dieu (v. 37,15) et à son propre cœur :
37.13 Tiens-toi au conseil de ton cœur, car nul ne peut t'être plus fidèle.
37.14 Car l'âme de l'homme l'avertit souvent mieux que sept veilleurs en faction sur une hauteur.
La deuxième partie du livre commence par la louange du Créateur, suivie de la louange aux pères d'Israël - d'Hénoch à un contemporain de l'auteur, Simon le Juste :
42.15 Maintenant je vais rappeler les œuvres du Seigneur, ce que j'ai vu, je vais le raconter. Par ses paroles le Seigneur a fait ses œuvres et la création obéit à sa volonté.
44.1 Faisons l'éloge des hommes illustres, de nos ancêtres dans leur ordre de succession.
Ainsi, la deuxième partie constitue une sorte de résumé des livres de sagesse et de toute l'histoire du Salut, se terminant avec le temps de l'auteur.